# Big Big Train
Big Big Train es un grupo inglés de rock progresivo, originarios de la ciudad de Bournemouth, Dorset Inglaterra.
Se fundaron originalmente en 1990 y pasaron por varios cambios de formación durante los primeros 15 años de su existencia.
En el año 2009, la agrupación decidió tener un nuevo reinicio y a partir de ahí se fue formando la versión actual de Big Big Train.

## Historia
Big Big Train fue fundada por el compositor Gregory Spawton en 1990 y pasó por varios cambios de formación a lo largo de cinco álbumes. En 2009, con la incorporación de un nuevo vocalista principal, David Longdon, y un baterista, Nick D'Virgilio, la banda se embarcó en un nuevo comienzo. Desde entonces, Big Big Train ha obtenido importantes elogios de la crítica tanto de la prensa convencional como de la musical, ha ganado numerosos premios de música progresiva, ha realizado conciertos con entradas agotadas y ha visto sus álbumes alcanzar el número 1 en las listas oficiales de rock del Reino Unido y entrar en el top 40 de las listas oficiales de álbumes de aquel país.
Después de un largo período como banda de estudio, Big Big Train regresó a las presentaciones en vivo en 2015. Después de exitosas mini residencias en Londres en 2015 y 2017, la banda encabezó el festival Night Of The Prog en Alemania en el verano de 2018. Hicieron una gira por el Reino Unido por primera vez en 2019, que culminó con un espectáculo con entradas agotadas en el Hackney Empire de Londres. 
La banda también lanzó dos álbumes de estudio en 2021 y 2022, Common Ground y Welcome To The Planet.
La tragedia golpeó a Big Big Train en noviembre de 2021 con la muerte del vocalista David Longdon.Después de una cuidadosa consideración, y con el apoyo total de la pareja de Longdon, en la primavera de 2022 la banda decidió continuar y trajo al vocalista italiano Alberto Bravin, quien ya había sido parte del grupo italiano de progresivo Premiata Forneria Marconi.
Big Big Train dio sus primeros shows en vivo en casi tres años en septiembre de 2022 en el Reino Unido y los Países Bajos. Junto a Spawton, el veterano baterista estadounidense Nick D'Virgilio (Genesis, Spock's Beard, Tears For Fears), el guitarrista y teclista sueco Rikard Sjöblom (Beardfish, Gungfly) y el ensamble de metales Big Big Train, estos shows marcaron el debut en vivo de Alberto Bravin (PFM), el teclista noruego Oskar Holldorff (Dim Gray) y la violinista británica Clare Lindley (Stackridge) y el guitarrista Dave Foster (The Steve Rothery Band, Mr So & So).
En agosto y septiembre de 2023, Big Big Train dio 17 shows en nueve países. La banda lanzó The Likes Of Us, su primer álbum con Alberto Bravin como vocalista principal el 1 de marzo de 2024; esto también marcó su debut discográfico para el sello InsideOut/Sony.
Después de los primeros shows de la banda en los Estados Unidos en marzo de 2024, la banda hizo su debut como co-cabezas de cartel de Cruise To The Edge. El mismo año, en julio, son cabeza del cartel en el festival Night Of The Prog de Alemania.También se presentan en el famoso festival Cropredy en el Reino Unido en agosto para después embarcarse en una gira por el Reino Unido y Europa en septiembre/octubre. Poco después se anuncia de manera oficial que el grupo vuelve a ser parte del cartel del Cruise to the Edge 2025.

## Miembros

### Formación actual
- Gregory Spawton - bajo, guitarra, coros, teclados (1990–presente)
- Nick D'Virgilio - batería, percusiones, voz, teclados (2009–presente)
- Rikard Sjöblom - guitarra, teclados, coros (2014–presente)
- Clare Lindley - violin, guitarra, voz, teclados (2021–presente)
- Alberto Bravin - voz principal, guitarra, teclados, batería (2022–presente)
- Oskar Holldorff - teclados, vocales (2023–presente, tour 2022-2023)

## Discografía

### Álbumes de estudio
- Goodbye to the Age of Steam (1994)
- English Boy Wonders (1997)
- Bard (2002)
- Gathering Speed (2004)
- The Difference Machine (2007)
- The Underfall Yard (2009)
- English Electric Part One (2012)
- English Electric Part Two (2013)
- Folklore (2016)
- Grimspound (2017)
- The Second Brightest Star (2017)
- Grand Tour (2019)
- Common Ground (2021)
- Welcome to the Planet (2022)
- Ingenious Devices (2023)
- The Likes of Us (2024)

### Álbumes en directo
- From Stone and Steel (Live from Real World Studios 2014) (2016)
- A Stone's Throw from the Line (Live from King's Place 2015) (2016)
- Merchants of Light (2018)
- Empire (2020)
- Summer Shall Not Fade (2022)
- A Flare On The Lens (2024)

### Recopilaciones
- English Electric: Full Power (2013)
- Summer's Lease (2020)
- Ingenious Devices (2023)

### Videografía
- Stone & Steel (2016)
- Reflectors of Light (2019)
- Empire (2020)
- Summer Shall Not Fade (2022)
- A Flare On The Lens (2024)